# Maison de Hauteville
Pour les articles homonymes, voir Hauteville et Altavilla (homonymie).
 (juin 2011).
La maison de Hauteville (Italien : Casa d’Altavilla) est une famille de la noblesse normande issue de Tancrède de Hauteville dont les fils s’établirent à partir des années 1030 dans le sud de l’Italie pour en faire petit à petit la conquête, avant de s’attaquer à la Sicile musulmane. Elle est à l’origine du royaume de Sicile.
Une branche de cette famille aurait également fait souche en Angleterre après la bataille de Hastings (1066), branche issue d’un petit-fils de Tancrède de Hauteville.

## La saga des Hauteville en Méditerranée

### Origines
Cette famille normande bâtit en Sicile un empire durable, sans jamais revenir en Normandie, mais n'oublia pas sa terre natale, en faisant des dons pour la construction de la cathédrale de Coutances.
Elle aurait eu pour ancêtre, Hialtt (v. 898-940), jarl viking de Norvège, fidèle de Rollon, qui aurait reçu un domaine [réf. nécessaire]. Ce Hialtt eut un fils inconnu, père de Tancrède de Hauteville (v. 946-† v. 1040/1041), seigneur de Hauteville dans le Cotentin, membre de la garde de Richard II de Normandie, qu'il aurait sauvé au cours d'une chasse et aurait eu comme récompense un commandement dans l'ost du duc. Tancrède se maria deux fois. Après 1010, il épousa Murielle, fille bâtarde de Richard Ier de Normandie, bienfaitrice de la cathédrale de Coutances, et avec qui il eut Guillaume Bras-de-Fer, comte des Pouilles de 1042 à 1046. Guillaume et ses frères Dreux ou Drogon et Onfroy acceptèrent les offres de Rainolf († 1049), un Normand installé dans le fief d'Aversa, en Italie du Sud, et se mirent à son service.

### Débuts en Méditerranée
Des douze fils de Tancrède de Hauteville, huit au moins partent progressivement s’illustrer en Méditerranée à partir des années 1030. Les plus illustres sont :
- Guillaume, un colosse bientôt surnommé Bras-de-Fer après avoir vaincu, en combat singulier, l’émir musulman de Syracuse, à Troina[3]. Les Normands après bien des combats dans les Pouilles, en 1043, se donnèrent pour chef ce même Guillaume, auquel Guaimar IV de Salerne concéda les terres byzantines conquises ou à conquérir et lui donna en mariage, en 1042, une de ses nièces, Guida de Salerne. Guillaume s'attribua Ascoli et son frère Dreux eut Venosa[2].
- Drogon, qui arrive en Italie du Sud vers 1035 avec son frère Guillaume ;
- Onfroi, qui arrive en Italie du Sud vers 1044 ;
- Robert, nommé Guiscard, surnom normand qu'il reçut lorsqu'il mena une vie de bandit en Calabre. Il arrive en Italie du Sud peu après la mort de son frère aîné Guillaume survenue en 1046 ;
- Roger, surnommé Bosso, le cadet des fils de Tancrède, arrive en Italie du Sud vers 1057.

### La Sicile normande
Ces fils, les plus connus de Tancrède, jettent peu à peu dès l’an 1042, les fondements du futur royaume normanno-sicilien, se mêlant d’abord aux affaires d’une Italie méridionale en plein désordre, profitant des guerres intestines et des divisions qui affaiblissent toujours un peu plus les détenteurs du pouvoir local, notamment les Arabes, les Byzantins et les Lombards. Dans ce cadre, les Hauteville se font de plus en plus puissants et influents, tout en se démarquant des autres chefs normands.
Les frères de Hauteville, servant d’abord comme simples mercenaires autant des Lombards que des Byzantins, commencent en 1042 la conquête de l’Apulie. Vient par la suite la Calabre, d’où ils chassent les Byzantins en 1060, et le sud de l'Apulie, où ils chassent de nouveau les Byzantins en 1071 avec la prise de Bari. Alors que la Sicile est sous domination musulmane depuis environ deux siècles, les Hauteville réinstaurent une dynastie chrétienne. C’est ainsi que Robert Guiscard conclut en 1059 une alliance avec la papauté. Lui et ses frères comprennent vite l’importance et l’influence de l’Église, et les Hauteville avec leurs guerriers et chevaliers normands servent l’Église, qui les aide en retour à asseoir leur domination grandissante et à légitimer leurs conquêtes face à l’Empire byzantin et au Saint-Empire romain germanique[réf. nécessaire].
En 1061, le cadet des Hauteville, Roger Ier de Sicile se lance, au nom du pape, dans la longue et pénible conquête de la Sicile musulmane. En 1072, Palerme est conquise. En 1091 ou en 1093, la prise de Noto achève la conquête de la Sicile.
À la fin du XIe siècle, les huit frères Hauteville et leurs descendants sont bien implantés en Italie du Sud et en Sicile, occupant des postes clefs, malgré les nombreuses contestations et révoltes de la part d’autres barons normands[réf. nécessaire], cherchant à supplanter les Hauteville ou à se rendre indépendants. Seule une famille rivalise encore à cette époque avec les Hauteville, c’est une puissante famille issue des cinq frères Quarrel, des Normands arrivés en Italie en 1016. Cette famille perd bientôt son importance et son influence et est décimée entre les années 1130 et 1150, quand Roger II de Sicile,  après avoir proclamé le royaume de Sicile (1130), soumet tous les barons refusant son autorité. Sous son règne, les Hauteville atteignent leur apogée.

### Déclin
La puissance des Hauteville (tout comme la puissance normande en Méditerranée) commence à décliner après le milieu du XIIe siècle. Le dernier roi Hauteville légitime, le roi Guillaume II de Sicile meurt sans héritier mâle en 1189.
Les Hohenstaufen, puissante dynastie royale et impériale de l’Empire germanique, s’emparent du pouvoir en Italie du Sud et en Sicile, évinçant la maison Hauteville du trône.
Constance de Hauteville, princesse normande et fille posthume du roi Roger II de Sicile, devient reine de l’ancien royaume normando-sicilien en décembre 1194 faute d’héritier mâle légitime (elle détrône son cousin Tancrède, petit-fils bâtard de Roger II). Par son mariage en 1186 avec Henri Hohenstaufen dit le « Cruel » ou le « Sévère » (mort en 1197), elle fait entrer la couronne de Sicile dans la famille de Hohenstaufen. La maison de Hauteville en tant que souverains, les d’Altavilla d’Italie, disparaît dès lors de l’histoire avec la mort de la reine Constance dès l’an 1198. Son héritage passe à son fils, successeur du roi Henri le Cruel, Frédéric-Roger Hohenstaufen (mort en 1250), dit « stupor mundi » à moitié normand par sa mère et par lui à ses descendants les rois catalans de Sicile.

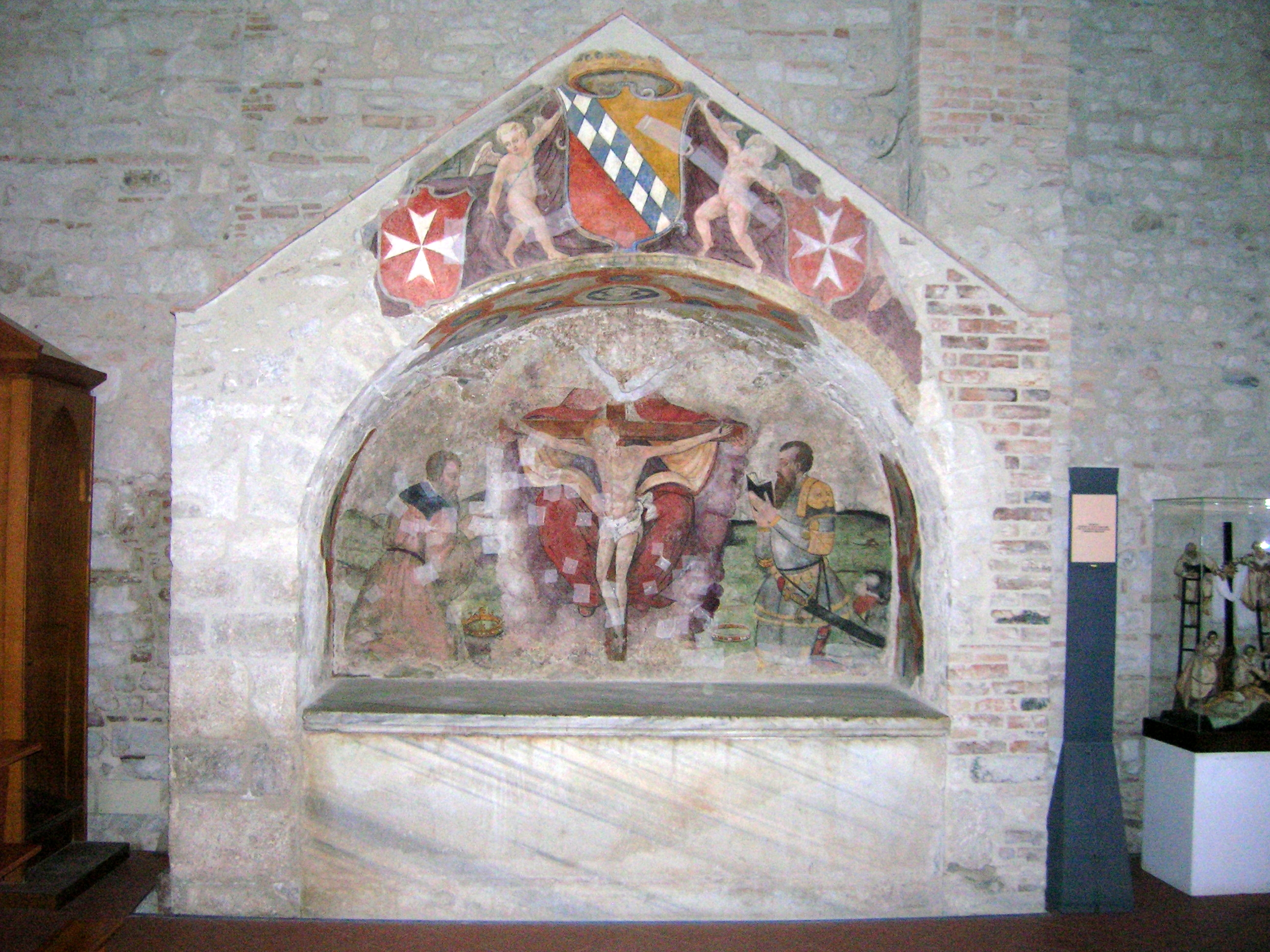
Tombeau familial des Hauteville, abbaye de la Très-Sainte Trinité, à Venosa.

## Sépulture familiale
Robert Guiscard désigne l'abbaye de la Trinité de Venosa, sépulture familiale des Hauteville, endroit où il avait déjà installé les dépouilles de ses frères aînés et où il est lui-même inhumé.

## Dans la culture contemporaine

### Jeu vidéo
- Les Hauteville sont les protagonistes de la campagne sicilienne d'Age of Empires II: Definitive Edition, en particulier Robert Guiscard (un scénario), Roger Bosso (un scénario), Bohémond de Tarente (deux scénarios) et Roger II de Sicile (un scénario).

## Généalogie
```
Tancrède

X 1) 
Murielle

X 2) 
Frédésende

│
├─1> 
Guillaume dit « Bras-de-Fer »

│    X Guida de Salerne, nièce de 
Guaimar
 
IV
 de Salerne

|
├─1> 
Drogon
 (
°
 
v.
 
1010)-
10 août 1051
)
|    X Gaïtelgrima, fille de 
Guaimar IV de Salerne

│    │
│    └──> 
Richard

│         X une sœur de 
Tancrède de Hauteville

│         │
│         ├──> 
Roger

│         │    X 
Hodierne de Rethel

│         │
│         └──> 
Marie

│              X 
Josselin
 
I
er
 de Courtenay

│
├─1> 
Onfroi
 (
†
 
1057)
│    X 
Altrude
, sœur du duc de Sorrente
│    │
│    ├──> 
Abagelard ou Abélard le Rebelle

│    └──> 
Herman

│
├─1> 
Godefroi

│    X 1) une inconnue en 
Normandie

│    X 2) 
Théodora de Capaccio

│    │
│    ├─1> 
Robert

│    ├─1> 
Raoul

│    ├─1> 
Guillaume

│    └─2> Tancrède
│
├─1> 
Serlon

│    │
│    └──> 
Serlon
 X la fille de Rodolf de Moulins comte de Bojano ───> 
Serlon
          
│    
├─2> 
Robert dit « Guiscard »

│    X 1) 
Aubrée de Buonalbergo

│    X 2) 
Sykelgaite de Salerne

│    │
│    ├─1> 
Bohémond

│    │    X 
Constance de France

│    │    │
│    │    └──> 
Bohémond

│    │         X 
Alix de Jérusalem

│    │         │
│    │         └──> 
Constance

│    │              X 1) 
Raymond de Poitiers

│    │              X 2) 
Renaud de Châtillon

│    │
│    ├─2> 
Roger dit « Borsa »

│    │     X 
Adèle de Flandre

│    │    │
│    │    └──> 
Guillaume d'Apulie

|    |
|    |-2> 
Gui

│    │
│    ├─1> 
Emma de Hauteville

│    │    X 
Odon Bonmarchis

│    │    │
│    │    ├──> 
Tancrède

│    │    │    X 
Cécile
 fille de 
Philippe
 
I
er

│    │    │
│    │    └──> une inconnue
│    │         X 
Richard

|    |
|    |-2> 
Robert dit « Scalio »

|    |
|    |-2> Guillaume 
│    │
│    ├─2> 
Héria

│    │    X 
Hugues
 
V
 du Maine

│    │
│    ├─2> 
Sybille

│    │    X 
Ebles
 
II
 de Roucy

│    │
│    └─2> 
Mathilde

│         X 1) 
Raimond-Bérenger
 
II
 de Barcelone
, comte de Barcelone
│         X 2) 
Aymeri
 
I
er
 de Narbonne
, vicomte de Narbonne
│
├─2> 
Mauger

│
├─2> 
Guillaume

│
├─2> 
Alvarède

│
├─2> 
Humbert

│
├─2> Tancrède
│
├─2> 
Frédésende
 
│    X 
Richard
 
I
er
 d'Aversa

└─2> 
Roger dit « Bosso »

     X 1) 
Judith d'Évreux
 
     X 2) 
Éremburge de Mortain
 
     X 3) 
Adélaïde de Savone

     │
     ├─1> 
Mathilde

     │    X 
Raymond
 
IV
 de Toulouse

     │
     ├─1> 
Emma

     │    X 
Guillaume
 
VI
 d'Auvergne

     │
     ├─2> 
Félicie

     │    X 
Koloman

     │
     ├─2> inconnue
     │    X 
Conrad de Franconie

     │
     ├─2> 
Yolande

     │    X 
Robert de Bourgogne

     |
     |-3> 
Simon

     │
     └─3> 
Roger

          X 1) 
Elvire de Castille
 
          X 2) 
Sibylle de Bourgogne
 
          X 3) 
Beatrix de Rethel
 
          │
          ├─1> 
Roger

          │    X 
Emma de Lecce

          │    │
          │    └──> 
Tancrède

          │         X 
Sibylle d'Acerra

          │         │
          │         ├──> 
Roger

          │         │    X 
Irène Ange

          │         │
          │         ├──> 
Guillaume

          │         │
          │         ├──> 
Marie Albine
 
          │         │    X 1) 1200 
Gautier
 
III
 de Brienne

          │         │    X 2) 
Giacomo di San Severino

          │         │    X 3) 
Tigrini Guidi

          │         │
          │         └──> 
Valdrade

          │              X 
Jacopo Tiepolo

          │
          ├─1> 
Tancrède

          │
          ├─1> 
Alphonse

          │
          ├─1> 
Guillaume dit le « Mauvais »

          │    X 
Marguerite de Navarre
 
          │    │
          │    ├──> 
Roger

          │    │
          │    ├──> 
Guillaume
 
II
 dit le «
 
Bon
 
»

          │    │    X 
Jeanne d'Angleterre

          │    │    │
          │    │    └──> 
Bohémond

          │    │
          │    └──> 
Henri

          │
          ├──> 
Simon

          │    │
          │    └──> 
Roger

          │
          └─3> 
Constance de Sicile

               X 
Henri Hohenstaufen le Cruel

               |
               |
               |→ 
Frédéric-Roger Hohenstaufen
```

## Armoiries
| Figure | Blasonnement                                         |
|        | D’azur, à la bande échiquetée de gueules et d’argent |